# Charonia
Charonia (лат.) — род брюхоногих моллюсков надсемейства Tonnoidea. Единственный ныне живущий род семейства Charoniidae.

## Известные ископаемые формы
Этот род известен в летописях окаменелостей еще в меловом периоде. Окаменелости встречаются в морских отложениях по всему миру.

## Внешний вид и строение
Виды рода Charonia имеют большие веретеновидные раковины, обычно беловатые с коричневыми или желтыми отметинами.
Раковина Charonia tritonis, обитающей в Индо-Тихоокеанском регионе, может достигать более полуметра в длину.
Более мелкий (размер раковины 10-38,5 см), но всё же очень крупный вид, Charonia variegata, обитает в западной части Атлантического океана, от Северной Каролины до Бразилии.

## Распространение
Обитает в умеренных и тропических водах по всему миру.

## Поведение
В отличие от легочных и заднежаберных брюхоногих моллюсков, Charonia не являются гермафродитами; они раздельнополы, у них половое размножение с внутренним оплодотворением. Самка откладывает белые капсулы группами, каждая из которых содержит множество развивающихся личинок. Личинки выходят в свободное плавание и попадают в планктон, где дрейфуют в открытой воде до трех месяцев.

## Питание
Взрослые моллюски — активные хищники, питаются другими моллюсками и морскими звездами. Charonia tritonis прославился своей способностью поедать морскую звезду терновый венец — крупный вид (до 1 м в диаметре), покрытый ядовитыми шипами длиной в 2,5 см. У морской звезды тернового венца мало других естественных врагов, и она способна разрушить большие участки коралловых рифов.
Можно наблюдать, как Charonia поворачиваются и бросаются в погоню, когда чувствуют запах добычи. Некоторые морские звезды (в том числе морская звезда терновый венец), по-видимому, способны обнаружить приближение моллюска непонятными способами и попытаются уйти до того, как произойдет физический контакт. Charonia, однако, быстрее морских звезд, и только у крупных морских звезд есть шанс на спасение, и то только путем отбрасывания луча, который схватит моллюск.
Charonia хватает добычу мускулистой ногой и использует зубчатую радулу (зазубренный, скребущий орган, встречающийся у брюхоногих моллюсков), чтобы распилить прочный покров морской звезды. Как только радула проникает в тело жертвы, парализующая слюна обездвиживает добычу, и улитка неторопливо питается, часто начиная с самых мягких частей, таких как половые железы и кишечник.
Charonia проглатывают более мелких животных целиком, не беспокоясь о том, чтобы их парализовать, а позже выплевывают ядовитые шипы, панцири или другие несъедобные части.

## Виды
На апрель 2024 года в род включают следующие ныне живущие и ископаемые виды:
- Charonia guichemerrei Lozouet, 1998 †
- Charonia lampas (Linnaeus, 1758)
- Charonia marylenae Petuch & Berschauer, 2020
- Charonia seguenzae (Aradas & Benoit, 1871)
- Charonia tritonis (Linnaeus, 1758)
- Charonia variegata (Lamarck, 1816)
- Charonia veterior Lozouet, 1999 †